# Nie ein Rapper
Nie ein Rapper ist ein Lied der deutschen Rapper Bushido (unter dem Pseudonym Sonny Black) und Baba Saad. Es erschien im April 2005 und ist die einzige Singleauskopplung aus deren Kollaboalbum Carlo Cokxxx Nutten II.

## Entstehung und Veröffentlichung
Bereits 2002 hatte Bushido gemeinsam mit dem Rapper Fler das Kollaboalbum Carlo Cokxxx Nutten veröffentlicht. Dieses war damals ohne Singleauskopplungen ausgekommen. Für das Nachfolgeralbum Carlo Cokxxx Nutten II wurde Nie ein Rapper als einzige Single ausgewählt. Die Erstveröffentlichung von Nie ein Rapper erfolgte dabei am 4. April 2005 bei den Musiklabels ersguterjunge und Urben Records. Es erschien am gleichen Tag als Teil des Albums Carlo Cokxxx Nutten II (Katalognummer: 987 080-1) sowie als Single. Letztere erschien als CD-Maxi-Single mit drei verschiedenen Versionen des Liedes sowie zwei Versionen zu Wenn meine Freunde kommen… (Katalognummer: 987 115-8). Zudem erschien eine 2-Track-CD-Single mit der A-Seite Nie ein Rapper und der B-Seite Wenn meine Freunde kommen… (Katalognummer: 060249871262).
Geschrieben wurde das Lied von den beiden Interpreten. Bushido (Anis Ferchichi) zeichnete zudem auch für die Produktion verantwortlich. Nie ein Rapper verwendet dabei ein Sample des Lieds Innocent Child der Neoklassik-Band Arcana.
Single-Titelliste
Maxi-Single
1. Nie ein Rapper (Singleversion) 4:10
2. Nie ein Rapper (Instrumental) 4:09
3. Wenn meine Freunde kommen… (Singleversion) 2:48
4. Wenn meine Freunde kommen… (Instrumental) 2:50
5. Nie ein Rapper (Akustikversion) 1:22

Mini-CD
1. Nie ein Rapper (Singleversion) 4:11
2. Wenn meine Freunde kommen… (Singleversion) 2:49

## Inhalt und Stil
Zentrales Thema von Nie ein Rapper ist die Auswirkung eines sozial schwierigeren Umfeldes auf den musikalischen Schaffensprozess. Im Laufe des Liedes wird daher mehrfach Bezug auf zum Zeitpunkt der Veröffentlichung herrschende Klischees der deutschen Hip-Hop Kultur genommen, etwa das Tragen weiter Kleidung wie Baggy Pants, das Vorweisen höherer Schulabschlüsse oder die Verwendung von Liebeslyrik, und sich von diesen distanziert.
Nach Angaben Bushidos stellt das Lied dabei ein bewusstes Gegenkonzept zum insgesamt raueren Ton des Albums Carlo Cokxxx Nutten II dar.

## Rezeption

### Rezensionen
Nie ein Rapper erntete positive Kritiken. Das Online-Magazin dafoon.com stufte in seiner Kritik der Single sowohl die Musik des Liedes als auch die Rap-Beiträge Bushidos und Saads als überzeugend ein. Die E-Zine laut.de bemängelte im Rahmen in ihrer Rezension des Albums Carlo Cokxxx Nutten II zwar, dass die Musik des Liedes dem Schema „leises, episches Sample im Hintergrund, eine variable, jedoch nicht sonderlich innovative Basslinie“, das sich durch das ganze Album ziehe, entsprechen würde, hob den Song aber dennoch ob seines Refrains als einen der positiven Höhepunkte des Albums hervor.

### Nachwirkung
Oliver Marquart von der rap.de-Redaktion bezeichnete Nie ein Rapper im Jahr 2013 als „legendären“ Song, welcher bei Veröffentlichung ein „Manifest“ und „Straßenrap-Bekenntnis, das die Betonung auf "Straße" statt auf "Rap", also auf Authentizität statt ausgefeilter Technik verlagerte“, gewesen sei. In einem Interview mit der Eckernförder Zeitung des Schleswig-Holsteinischen Zeitungsverlags im Jahr 2012 nannte Bushido Nie ein Rapper als seinen persönlichen Lieblingstitel seiner bisherigen Karriere.
In dem Lied Mit nem Lächeln aus Bushidos gemeinsamem Album mit Sido, 23, zitiert Bushido selbst aus Nie ein Rapper.

## Chartplatzierungen
Mit Nie ein Rapper erreichten Bushido und Baba Saad am 18. April 2005 in Deutschland Platz 24 und hielten sich insgesamt neun Wochen in den Top 100. Für Baba Saad stellte die das Lied die erste Platzierung in den deutschen Singlecharts dar. Bis heute ist Nie ein Rapper seine erfolgreichste Chartsingle. Auch für Bushido war Nie ein Rapper bei Veröffentlichung die bis dato höchstplatzierte Singleveröffentlichung. Bereits mit seinen nächsten vier Singles Endgegner/Staatsfeind Nr. 1 , Augenblick, Von der Skyline zum Bordstein zurück und Sonnenbank Flavour erreichte er jedoch jeweils die Top 20 und erzielten damit eine höhere Platzierung.
| ChartsChartplatzierungen | Höchstplatzierung | Wochen |
| ------------------------ | ----------------- | ------ |
| Deutschland (GfK)        | 24 (9 Wo.)        | 9      |

## Coverversionen
Der Rapper Credibil veröffentlichte 2013 gemeinsam mit Dziki Kaban auf seinem Mixtape Deutsches Demotape ein Cover von Nie ein Rapper unter dem Titel Nie ein Gangster.
Im März 2016 veröffentlichte Eko Fresh ein Cover von Nie ein Rapper mit dem Titel Immer Rapper.

## Fortsetzungen
Auf Bushidos Soloalbum Sonny Black, das im Februar 2014 erschien, ist ein Nachfolgetrack mit dem Titel Nie ein Rapper II enthalten.
Im Jahr 2021 erschien auf dem Nachfolgealbum Sonny Black II mit Nie ein Rapper 3 der Abschluss der Nie ein Rapper-Trilogie, diesmal mit Saad als Featuregast. Da dieser aber krankheitsbedingt ausfiel, konnte das Musikvideo zum Song nicht fertig gestellt werden.